# Il vascello volante
Il vascello volante (in russo Летучий корабль?, Letučij korabl') è un film d'animazione musicale sovietico del 1979 diretto da Garri Bardin, ispirato ad una fiaba popolare russa.